# Dommitzscher SV Grün-Weiß
Dommitzscher SV Grün-Weiß Is een Duitse voetbalclub uit Dommitzsch, Saksen.

## Geschiedenis
De club werd in 1919 opgericht als BC Dommitzsch. De club sloot zich aan bij de Midden-Duitse voetbalbond aan en speelde in de Kreisliga Nordwestsachsen, waar de Elbe-Elster competitie als tweede klasse fungeerde. Na 1923 werd de Kreisliga afgevoerd en de competitie als Gauliga Elbe-Elster terug opgewaardeerd tot hoogste klasse. In 1925 eindigde de club samen met SV Vorwärts Falkenberg eerste, maar verloor de finale om de titel. Hierna gingen de resultaten bergaf en in 1928 degradeerde de club. Na twee seizoenen konden ze weer promotie afdwingen en eindigde drie jaar op rij in de lagere middenmoot. 
Na 1933 werd de competitie geherstructureerd. De Midden-Duitse bond werd ontbonden en de vele competities werden vervangen door de Gauliga Mitte en Gauliga Sachsen. De clubs uit Elbe-Elster werden te licht bevonden voor zowel de Gauliga Mitte als de Bezirksklasse Halle-Merseburg, die de nieuwe tweede klasse werd. De club ging nu in de 1. Kreisklasse Elbe-Elster spelen en slaagde er niet meer in te promoveren.
Na de Tweede Wereldoorlog werden alle Duitse voetbalclubs ontbonden. De club werd in 1946 heropgericht als Chemie Dommitzsch en nam later de naam Stahl Dommitzsch aan. Na de Duitse hereniging in 1990 werd de naam gewijzigd in Dommitzscher SV Grün-Weiß.